# Neatus
Neatus är ett släkte av skalbaggar som beskrevs av Leconte 1862. Neatus ingår i familjen svartbaggar.
Släktet innehåller bara arten Neatus picipes.